# Puente San Cristóbal (Chubut)
El puente San Cristóbal es uno de los once puentes que unen las márgenes del Río Chubut en el curso del Valle inferior del río Chubut. Está ubicado en las coordenadas: 43°18'7"S 65°23'29"W, a unos 5 km al oeste de la ciudad de Trelew y conecta este centro urbano con la ruta provincial 7.

## Historia
En 1833, el buque Beagle que recorría las costas patagónicas, descubrió la desembocadura del río en la Bahía Engaño, pudo remontar su cauce hacia el oeste unos 37 kilómetros, esto es en las cercanías en donde hoy se encuentra el puente.

## Zona Rural
San Cristóbal hoy se conoce a la zona aledaña al puente, cuenta con un caserío, un vivero y un almacén, está conectada a Trelew y a Gaiman por ómnibus o bien se puede llegar por ruta 7, por Trelew o por Gaiman desde el oeste. Esta zona pertenece al ejido municipal de la ciudad de Trelew y varias de sus chacras se dedican a la producción de cerezas. 

## Turismo
Actualmente es una zona recreativa ya que los lados del puente y del canal inmediato que se encuentra en la margen norte del río son frecuentados los fines de semana por jóvenes y familias especialmente de los barrios del oeste de Trelew buscando refrescarse, nadar en las aguas del río o el canal, pasar el día y hasta hacer fuego. estas actividades están desordenadas ya que la zona no cuenta con infraestructura y las chacras linderas se cierran con alambrados.
- Datos: Q6091286